# ستيفن د. هوستون
ستيفن د. هوستون (بالإنجليزية: Stephen D. Houston) هو عالم إنسان أمريكي، ولد في 11 نوفمبر 1958 في شامبرسبورغ في الولايات المتحدة.

## وصلات خارجية
- الموقع الرسمي